# Chinese architectuur

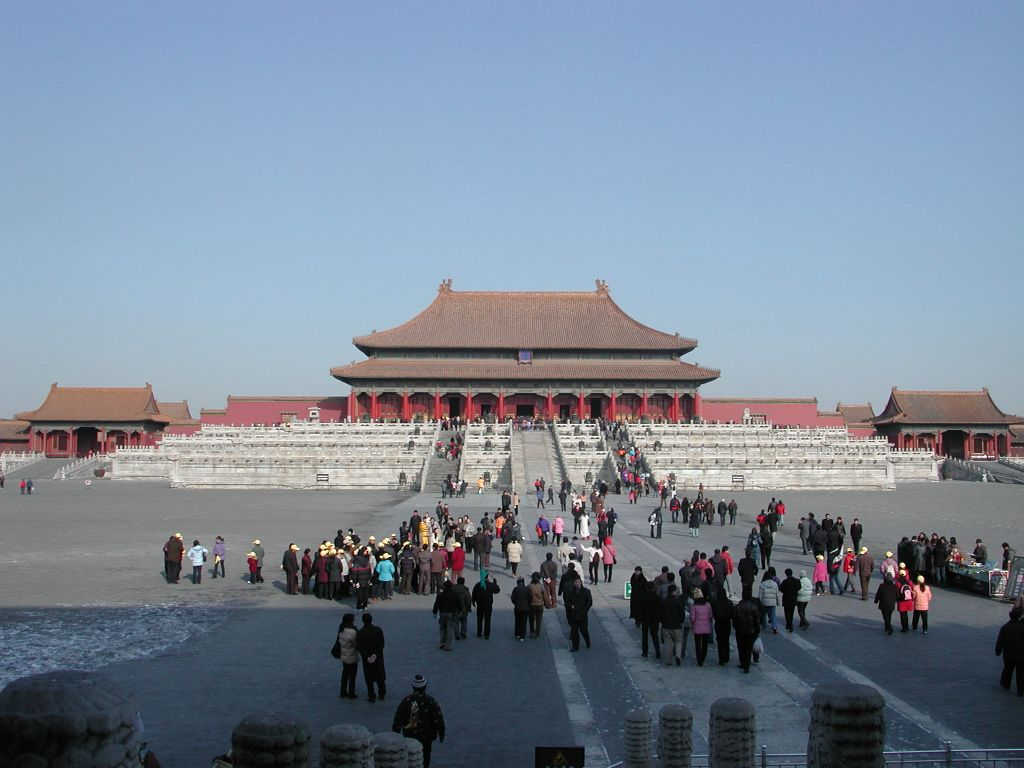
De gebouwen in de Verboden Stad zijn een voorbeeld van traditionele Chinese architectuur.

De Chinese architectuur is de Aziatische architectuurstijl die zich door de eeuwen heen heeft ontwikkeld in China. De structurele beginselen van de Chinese architectuur zijn grotendeels onveranderd gebleven, de belangrijkste veranderingen hebben vooral op het vlak van de decoratieve details plaatsgevonden. Fengshui speelt in de Chinese architectuur een belangrijke rol, ook in de moderne Chinese architectuur wordt nog vaak rekening gehouden met fengshui. De Chinese architectuur heeft vanaf de Tang-dynastie een grote invloed gehad op de bouwstijlen van Japan, Korea, Taiwan en Vietnam.
Het volgende artikel biedt een overzicht van de traditionele Chinese architectuur, vóór de invoering van de westerse bouwmethoden begin 20e eeuw. Gedurende de 20e eeuw, hebben in het westen opgeleide Chinese architecten echter geprobeerd - zij het met weinig succes - traditionele Chinese motieven te combineren in moderne (meestal overheids)gebouwen. Bovendien vereist de druk op stedelijke ontwikkeling in hedendaagse China een hogere bouwsnelheid en oppervlakte-ratio, wat betekent dat in de grote steden de vraag naar traditionele Chinese gebouwen, die gewoonlijk minder dan 3 niveaus tellen, is afgenomen ten gunste van de moderne architectuur. De traditionele vaardigheden van de Chinese architectuur, met inbegrip van het groot en klein timmerwerk, metselwerk en steenhouwerij, worden echter nog steeds toegepast bij de bouw van inlandse architectuur in het uitgestrekte landelijke gebied van China.

## Diverse varianten binnen de Chinese architectuur
- Tibetaanse architectuur
- Mongoolse architectuur
- Xinjiangse architectuur
- Koreaanse architectuur
- Hui architectuur
- Jiangnanse architectuur
- Hakkase architectuur
- Minnanse architectuur
- Kantonese architectuur
- Shaanxi architectuur
- Shanxi architectuur
- keizerlijke Chinese architectuur
- moderne Chinese architectuur
- Chinese dorpsarchitectuur